# Roland Sénéor

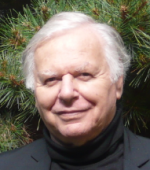
Roland Sénéor

Roland Sénéor (* 10. Juni 1938 in Paris; † 6. April 2016 ebenda) war ein französischer Physiker.
Sénéor studierte ab 1958 an der École polytechnique (EP) in Paris und wurde 1962 Chargé de Recherche des CNRS und 1977 bis 2003 Forschungsdirektor des CNRS am Zentrum für theoretische Physik der École polytechnique. Das Zentrum wurde 1958 auf Initiative von Louis Michel gegründet, der Studenten der EP wie Roland Sénéor Ende der 1950er Jahre hinzuzog. Diese waren damals im Militärdienst im Algerienkrieg, aus dem Sénéor erst 1962 zurückkehrte. Seine Dissertation war über Störungstheorie im Rahmen axiomatischer Quantenfeldtheorie. Als Post-Doktorand war er drei Jahre am CERN bei Philippe Blanchard.
1976 war er ein Jahr an der Harvard University bei Arthur Jaffe.
Sénéor befasste sich mit Jacques Magnen in den 1970er Jahren als einer der ersten in Frankreich mit konstruktiver Quantenfeldtheorie. Sie zeigten mit Jean-Pierre Eckmann Borel-Summierbarkeit der Störungstheorie der Schwingerfunktionen in der {\displaystyle {P(\phi )}_{2}}-Quantenfeldtheorie ({\displaystyle \phi ^{4}} Theorie) in zwei Dimensionen. Magnen und Sénéor lernten sich 1973 auf einer Erice-Sommerschule kennen und bauten auf Techniken von James Glimm und Jaffe auf. Sénéor und Magnen erweiterte die Phasenzellen-Entwicklungen von Glimm und Jaffe und zeigten 1977 die Borel-Summierbarkeit der {\displaystyle \phi ^{4}} Theorie in drei Dimensionen.
Mit Joel Feldman, Jacques Magnen und Vincent Rivasseau gelang ihm in den 1980er Jahren die strenge Konstruktion (Beweis der Renormierbarkeit u. a.) des Gross–Neveu-Modells in zwei Dimensionen und des infraroten {\displaystyle \phi ^{4}}-Modells in vier Dimensionen. Gleichzeitig gelang das mit etwas anderen Methoden Krzysztof Gawedzki und Antti Kupiainen und wurde als herausragender Erfolg der konstruktiven Quantenfeldtheorie gewertet.
Mit Giovanni Jona-Lasinio übertrug er Methoden der konstruktiven Quantenfeldtheorie auf das Studium stochastischer Differentialgleichungen und befasste sich mit der stochastischen Quantisierung von Parisi und Wu.
1980 erhielt er den Paul-Langevin-Preis mit Jacques Magnen.
Er hatte auch einen Ruf als guter Organisator, z. B. war er einer der Hauptorganisatoren des International Congress on Mathematical Physics in Marseille 1986. Er war aber auch in der Modernisierung der École polytechnique sehr aktiv und öffnete die Eliteschule für (auch ausländische) Doktoranden außerhalb des üblichen Ausbildungswegs, der auf den höheren öffentlichen Dienst in Frankreich mit militärischer Komponente vorbereitete. Er war zeitweise Direktor für internationale Beziehungen der École polytechnique. Sénéor war auch an der technischen Realisierung eines Hochleistungs-Datennetzes der Schule und umgebender Institutionen beteiligt und hielt in diesem Zusammenhang einige Patente. Er galt auch als guter Lehrender und hielt Vorlesungen über unterschiedliche Gebiete bis hin zur Festkörperphysik und Materialwissenschaft.

## Schriften (Auswahl)
- mit P. Blanchard: Green's functions for theories with massless particles (in perturbation-theory),  Annales de l'Institut Henri Poincaré A, Band 23, 1975, S. 147
- mit J.-P. Eckmann, J. Magnen: Decay properties and Borel summability for the Schwinger functions in {\displaystyle {P(\phi )}_{2}} theories, Comm. in Math. Phys., Band 39, 1975, S. 251–271 (1975)
- mit J. Magnen: The infinite volume limit of the {\displaystyle {\phi ^{4}}_{3}} model, Annales de l'Institut Henri Poincaré, Band 24, 1976, S. 95–159
- mit Konrad Osterwalder; Scattering matrix is non trivial for weakly coupled {\displaystyle {P(\phi )}_{2}} models, Helvetica Physica Acta, Band 49, 1976, S. 525–535
- mit J. Magnen: The Wightman axioms for the weakly coupled Yukawa model in two dimensions, Comm. in Math. Phys., Band 51, 1976, S. 297–313.
- mit J. Magnen: Phase space cell expansion and Borel summability for the Euclidean {\displaystyle {\phi ^{4}}_{3}} theory, Comm. Math. Phys., Band 56, 1977, S. 237–256
- mit J. Magnen: Yukawa quantum field theory in three dimension,  in: J. Lebowitz, J. Langer, W. Glaberson (Hrsg.), Third International Conference on Collective phenomena, 1978, Annals New York Acad. Sci., Band 337, 1980, S. 13–43
- mit J. Magnen: The Infrared behaviour of {\displaystyle {(\nabla \phi )}_{3}^{4}}, Annals of  Physics, Band 152, 1984, S. 130–202
- mit  J. Feldman, J. Magnen, V. Rivasseau: Bounds on completely convergent Euclidean Feynman graphs, Comm. Math. Phys., Band 98, 1985, S. 273–288
- mit J. Feldman, J. Magnen, V. Rivasseau: Bounds on renormalized Feynman graphs, Comm. Math. Phys., Band 100, 1985, S. 23–55
- mit J. Magnen, F. Nicolo, V. Rivasseau: A Lipatov bound for {\displaystyle {\phi }^{4}} in four-dimensions Euclidean Field Theory, Comm. Math. Phys., Band 108, 1987, S. 257–289
- mit J. Feldman, J. Magnen, V. Rivasseau: Construction and Borel summability of infrared {\displaystyle {\phi ^{4}}_{4}} by a phase space expansion, Comm. Math. Phys., Band 108, 1987, S. 437–480
- mit J. Feldman, J. Magnen, V. Rivasseau: A renormalizable field theory: the massive Gross-Neveu model in two dimensions, Comm. Math. Phys., Band 103, 1986, S. 67–103
- mit J. Feldman, J. Magnen, V. Rivasseau: Construction of infrared {\displaystyle {\phi _{4}}^{4}} by a phase space expansion, Comm. Math. Phys., Band 109,  1987, S. 437–480
- mit J. Magnen, V. Rivasseau: Construction of YM4 with an infrared cut-off, Commun. Math. Phys., Band 155, 1993, S. 325–383 (Yang-Mills-Theorie in 4 Dimensionen)
- mit Giovanni Jona-Lasinio: On a class of stochastic reaction-diffusion equations in two space dimensions, J. Phys. A, Band 24, 1991, S. 4123
- mit Giovanni Jona-Lasinio: Study of stochastic differential equations by constructive methods, 1, Journal of Statistical Physics, Band 83, 1996, S. 1109–1148
- mit Laurent Baulieu, John Iliopoulos: From classical to quantum fields, Oxford UP 2017